# WWE SmackDown vs. Raw 2008
WWE SmackDown vs. Raw 2008, spesso abbreviato in SvR 2008, è un videogioco di wrestling del 2007, sviluppato da Yuke's Future Media Creators e pubblicato da THQ per Playstation 2, Playstation 3, Xbox 360, Nintendo Wii e Nintendo DS.
È il quarto capitolo della serie WWE SmackDown vs. Raw, basata sulla federazione statunitense della World Wrestling Entertainment (WWE), il primo ad essere pubblicato su tutte le console di settima generazione.

## Modalità di gioco
Il gioco presenta diversi cambiamenti e modifiche rispetto ai capitoli precedenti della serie. In WWE SmackDown vs. Raw 2008, infatti, per la prima volta, ogni wrestler presenta due diverse categorie di stile di lotta, una primaria e una secondaria. Ognuno di questi stili comporta diversi vantaggi e difetti, a seconda di ogni particolare tipo di match. In tutto, ci sono otto stili di combattimento: volante, hardcore, sottomissione, potente, showman, rissoso, sleale e tecnico.
Come affermato dal project manager Cory Ledesma, il motore grafico del nuovo capitolo è stato programmato da zero. Le animazioni, infatti, sono state completamente riscritte, ottenendo così un tono completamente più realistico alle azioni di gioco, partendo dal problematico sistema di collisioni fino ad arrivare alle più recondite personalizzazioni di ciascun wrestler: non ci saranno ad esempio due lottatori che eseguiranno la stessa mossa nello stesso modo. Le texture, soprattutto quelle che ricoprono corpi e ambienti, sono state curate nel minimo dettaglio, fino ad arrivare a gocce e schizzi di sudore e di sangue. Inoltre, è stata riservata una cura dettagliata pure per gli ingressi sullo stage dei lottatori, ricreati con gli stessi effetti di luce, le stesse esplosioni e la stessa spettacolarità delle controparti reali. Come il comparto grafico, anche il comparto sonoro, seppur non con le stesse sorprese, è stato notevolmente curato, a partire dalle colonne sonore di ogni wrestler fino al chiasso del pubblico.
Un'altra importante novità nel gioco è rappresentata dal sistema dei controlli: sono state abbandonate tutte le soluzioni che prevedevano la pressione ripetuta e frenetica di un unico tasto, in favore di un massiccio utilizzo degli stick analogici. Infatti, è stato implementato un nuovo sistema di gioco, che permette il controllo del lottatore in ogni situazione, eliminando il ricorso a sequenze in cui il wrestler si trova in balia dell'avversario, come ad esempio durante una mossa di sottomissione. In questi casi, si avrà la possibilità, sia in attacco che in difesa, di portare più forza o tentare la fuga semplicemente spostando lo stick destro verso una delle quattro direzioni (coerentemente con la posizione dei lottatori sul ring). Inoltre, è stato svolto un duro lavoro nell'implementazione di un sistema che riproduca quanto più fedelmente possibile la fisicità dei lottatori, in modo da ottenere dei risultati realistici sia nelle situazioni di resistenza, sia nelle più semplici movenze all'interno del ring.
Come già detto, nel gioco è presente per la prima volta il roster dell'ECW, accanto ovviamente a quelli di SmackDown e Raw. Proprio grazie all'inserimento della cosiddetta "federazione estrema", è stato ampliato il numero di armi presenti sotto al ring durante il gioco, tra cui troviamo chitarre, shinai, tavoli e mazze da baseball con il filo spinato all'estremità. Questi ultimi due oggetti contundenti possono anche venire infiammati, ma solo da wrestler che hanno hardcore come stile di lotta. Per l'occasione, è stata ampliata l'area di combattimento tra il pubblico, introdotta nel precedente capitolo della serie, dove ora vi possiamo trovare un numero maggiore di oggetti contundenti (come bidoni della spazzatura ed estintori), oltre al fatto di poter avere maggiore interazione con la folla. Per la prima volta nella serie, infatti, è possibile discutere con la folla: una volta avvicinatosi al pubblico, se il wrestler è face esulterà con i fans, aumentando così la propria popolarità nei confronti della gente, mentre se è hell non farà altro che prendere e strappare i cartelli che la gente gli mostra contro, accattivandosi ancora di più l'odio di tutti. Data la presenza del nuovo roster, inizialmente il gioco si sarebbe dovuto intitolare "ECW Invasion", ma alla fine si preferì mantenere il franchise "WWE SmackDown vs. Raw".

### Modalità
In WWE SmackDown vs. Raw 2008 è possibile affrontare diverse modalità di gioco, ognuna con diversi obbiettivi e opzioni.
Le vecchie modalità "Storia" e "General Manager" sono state fuse nella nuova opzione di gioco "WWE 24/7", che prende il nome dall'omonimo servizio video on demand della WWE. I giocatori possono scegliere d'impersonare i wrestler presenti nel gioco (sono esclusi quelli appartenenti all'ECW) e quelli creati, oppure intraprendere la carriera di General Manager di uno dei tre roster. Giocando come lottatore, l'obiettivo è quello di ottenere lo status di "leggenda", completando un'apposita barra al 100%. Per fare ciò, il giocatore deve vincere match e faide con altri wrestler, aumentando così la popolarità del proprio lottatore. Allo stesso tempo, quando si hanno giorni di riposo sul calendario, si può scegliere se fare esercizio fisico o rilassarsi, oppure partecipare ad altre attività per aumentare la propria fama, seppur prendendosi il rischio di affaticarsi troppo. Giocando come General Manager, invece, il giocatore deve scegliere uno dei tre roster della WWE e guidarlo come direttore generale (ci sono Jonathan Coachman per Raw, Theodore Long per SmackDown! e Tommy Dreamer per l'ECW), con lo scopo di rendere il tuo show il migliore e il più seguito della federazione. L'obbiettivo principale sarà quello di vincere a fine anno l'ambitissimo trofeo "GM of the Year", che verrà consegnato a fine stagione dal chairman della WWE in persona, il signor Vincent Kennedy McMahon. Durante il corso della stagione, il General Manager dovrà prendere decisioni di personale, controllare il morale dei suoi atleti e, soprattutto, organizzare le puntate settimanali del suo show.
Un'assoluta novità nella serie è rappresentata dalla modalità "Hall of Fame", dove il giocatore ha una lunga lista di match e obiettivi da portare a termine, legati ovviamente a fatti accaduti realmente in WWE (come Shawn Michaels che vince la Royal Rumble nel 1995 entrando per primo nella rissa, oppure come Bret Hart che fa cedere "Stone Cold" Steve Austin con la sharpshhoter nel Submission Match di WrestleMania 13). Una volta raggiunti tutti gli obbiettivi, si sarà inseriti, appunto, nella cosiddetta "arca della gloria".
Nel gioco vi è anche una nuovissima "Modalità torneo", che permette al giocatore di controllare un wrestler a suo piacimento attraverso le varie fasi dei tornei della WWE, come il Beat the Clock Sprint, il King of the Ring e il Money in the Bank Tournament. Inoltre, si possono creare anche i propri tornei (modalità non presente nella versione per Nintendo DS). Come per i precedenti capitoli della serie, il gioco permette ai giocatori di poter mettere in palio nei loro match le cinture ufficiali della WWE, per conquistarle o per difenderle. Quest'anno, per la prima volta, sarà disponibile anche l'ECW Championship. Infine si può creare una superstar o una diva, nei minimi dettagli, e scegliergli anche il roster. All'inizio avrà una potenza minima. Acquisirà maggior abilità nel combattimento facendogli delle mosse appropriate, prendendo dei potenziatori (che si trovano nel negozio, e sono di 2 tipi: argentati e dorati) e facendolo allenare nella modalità 24/7.

## Roster
| Uomini | Uomini | Uomini                                                   | Donne                                                       | Donne                                      | Donne         | Leggende |
| Raw | SmackDown | ECW                                                      | Raw                                                         | SmackDown                                  | ECW           | Leggende |
| --- | --- | -------------------------------------------------------- | ----------------------------------------------------------- | ------------------------------------------ | ------------- | --- |
| - Bobby Lashley - Carlito - Jeff Hardy - John Cena - JTG - King Booker - Mr. Kennedy - Randy Orton - The Sandman - Shad - Shawn Michaels - Snitsky - Triple H - Umaga - William Regal | - Batista - Chavo Guerrero - Chris Masters - Edge - Finlay - The Great Khali - Gregory Helms - Kane - Kenny Dykstra - Mark Henry - Matt Hardy - MVP - Rey Mysterio - Ric Flair - The Undertaker - Hardcore Holly | - CM Punk - Elijah Burke - Johnny Nitro - Marcus Cor Von | - Candice Michelle - Melina - Mickie James - Maria Kanellis | - Ashley - Michelle McCool - Torrie Wilson | - Kelly Kelly | - Bret Hart - JBL - Mick Foley - Rick Rude - The Rock - Roddy Piper - Sabu - Shane McMahon - Steve Austin - Terry Funk - Tommy Dreamer - Vince McMahon - Sgt. Slaughter - Eddie Guerrero - Jim Neidhart |

### Campioni
Raw
- WWE Champion: John Cena
- World Tag Team Champions: Jeff Hardy & Matt Hardy
- WWE Intercontinental Champion: Umaga
- WWE Women's Champion: Melina

SmackDown
- World Heavyweight Champion: Edge
- WWE Tag Team Champions: Batista & Rey Mysterio
- WWE United States Champion: MVP
- WWE Cruiserweight Champion: Chavo Guerrero

ECW
- ECW Champion: Johnny Nitro

## Arene
- Raw
- SmackDown
- ECW
- Heat
- New Year's Revolution (2007)
- Royal Rumble (2007)
- No Way Out (2007)
- WrestleMania 23
- Backlash (2007)
- Judgment Day (2006)
- ECW: One Night Stand (2006)
- Vengeance (2006)
- The Great American Bash (2006)
- SummerSlam (2006)
- Unforgiven (2006)
- No Mercy (2006)
- Cyber Sunday (2006)
- Survivor Series (2006)
- December to Dismember (2006)
- Armageddon (2006)

## Accoglienza
Nei primi tre mesi di commercializzazione il gioco vendette oltre cinque milioni di copie in tutto il mondo.

## Modifiche
Originariamente il personaggio di Chris Benoit doveva essere incluso nel gioco, ma in seguito è stato rimosso a causa del tragico omicidio-suicidio di cui il wrestler si è reso protagonista quattro mesi prima della pubblicazione. A parte Benoit, come wrestler inizialmente previsto, ci furono Jillian Hall, The Boogeyman e Rob Van Dam ma furono rimossi (Van Dam perché lasciò la federazione prima dell'uscita del gioco).